# Кукрыниксы (альбом)
«Кукрыни́ксы» — дебютный студийный альбом российской рок-группы «Кукрыниксы». Выпущен в 1999 году на лейбле Manchester Files. В 2003 году переиздан лейблом CD Land с изменённой обложкой и бонус-треком «Небеса». Продюсером альбома стал Олег Грабко.

## История
Алексей Горшенёв, в 1990-х годах игравший на барабанах в ряде петербургских рок-групп (в том числе, и в группе своего старшего брата «Король и Шут»), в 1997 году задумался о создании собственного коллектива. Весной 1998 года к нему присоединился Александр Леонтьев по прозвищу Ренегат (гитара, бэк-вокал) и Дмитрий Гусев (гитара); сам Горшенёв взялся за бас-гитару. 28 мая 1998 года группа, взяв название «Кукрыниксы», дала свой первый концерт в петербургском клубе «Полигон». В течение 1998 года группа, давая концерты в Санкт-Петербурге и Ленинградской области, нарабатывала музыкальный материал. Осенью 1998 года в «Кукрыниксы» пришёл барабанщик Максим Войтов. Тогда же на группу обратили внимание Игорь Гудков (по прозвищу Панкер) и Антон Соя, которые незадолго до этого создали продюсерскую компанию РММ и искали перспективные коллективы для продвижения на музыкальном рынке.
В конце 1998 года на студии звукорежиссёра группы «АВИА» Александра Миронова (по прозвищу Инди) началась запись дебютного альбома «Кукрыниксов», который получил такое же название. К работе был привлечён ещё один участник «АВИА» Николай Гусев (программирование, клавишные, драм-машина). Записанный материал заинтересовал крупную петербургскую музыкальную компанию «Бомба-Питер» , которая в марте 1999 года выпустила альбом «Кукрыниксы» на своём лейбле Manchester Files. Продюсером альбома стал владелец «Бомбы-Питер» Олег Грабко. Не задолго до того, 14 февраля 1999 года, на сборном концерте в петербургском Дворце культуры имени Ленсовета режиссёр Валерий Хатин отснял материал, из которого был создан первый клип «Кукрыниксов» на песню «Не беда». Клип попал в ротацию телеканала MTV Россия, что принесло группе известность за пределами родного Санкт-Петербурга. Последовали гастроли, концерты, приглашения на фестивали — в частности, в январе 2000 года коллектив принял участие в самом крупном из проводившихся в то время в Санкт-Петербурге рок-фестивале «Fuzz».
Однако, вскоре интерес группе начал снижаться. Медийного эффекта от первого альбома оказалось недостаточно, чтобы завоевать устойчивую популярность; коллектив, хоть и получил определённую узнаваемость за пределами родного Санкт-Петербурга, всё же ещё не приобрёл широкой общероссийской известности. К тому же в группе назрели творческие разногласия, со временем ставшие непреодолимыми, между Александром Леонтьевым, в значительной степени влиявшим на музыкальную составляющую песен, и лидером группы Алексеем Горшенёвым. В апреле 2000 года Леонтьев ушёл в «Король и Шут», с которым ранее уже сотрудничал в качестве сессионного музыканта, в октябре того же года в «МультFильмы» перешёл ударник Максим Войтов. К весне 2001 года «Кукрыниксы» фактически развалились. Однако, Горшенёв, собрав новый состав, с выходом нового альбома «Раскрашенная душа» в 2002 году смог вернуть группе популярность. В 2003 году альбом «Кукрыниксы» был переиздан лейблом CD Land с изменённой обложкой и бонус-треком «Небеса».

## Список композиций
| №   | Название                                               | Автор(ы)                 | Длительность |
| --- | ------------------------------------------------------ | ------------------------ | ------------ |
| 1.  | «Лунный свет»                                          | А. Горшенёв              | 3:12         |
| 2.  | «Не беда»                                              | А. Горшенёв              | 3:32         |
| 3.  | «Не спеши»                                             | А. Горшенёв              | 3:12         |
| 4.  | «Уходящая в ночь»                                      | А. Горшенёв              | 3:35         |
| 5.  | «Сон»                                                  | А. Горшенёв, А. Леонтьев | 3:17         |
| 6.  | «Долгой дорогой»                                       | А. Леонтьев              | 2:58         |
| 7.  | «Depeche Mode» (cover Depeche Mode "World in My Eyes") | М. Гор                   | 3:20         |
| 8.  | «Ложь»                                                 | А. Горшенёв              | 2:54         |
| 9.  | «Смех»                                                 | А. Горшенёв              | 3:59         |
| 10. | «На окраине земли»                                     | А. Леонтьев              | 4:19         |
| 11. | «Солдатская печаль»                                    | А. Горшенёв, А. Леонтьев | 3:46         |
| 12. | «Невезучий»                                            | Д. Гусев, А. Леонтьев    | 4:51         |

| №   | Название | Автор(ы)    | Длительность |
| --- | -------- | ----------- | ------------ |
| 13. | «Небеса» | А. Горшенёв | 2:34         |

## Участники записи
- Алексей Горшенёв — вокал, бас-гитара, музыка, тексты.
- Александр Леонтьев — вокал, гитара, музыка, тексты, драм-машина.
- Дмитрий Гусев — гитара, музыка.
- Максим Войтов — ударные.
- Николай Гусев — клавишные, программирование, драм-машина.
- Николай Алмаев — звукорежиссёр.
- Александр Миронов — запись, сведение.
- Александр Докшин — мастеринг.